# Aulnois-sous-Laon
Aulnois-sous-Laon är en kommun i departementet Aisne i regionen Hauts-de-France i norra Frankrike. Kommunen ligger i kantonen Laon-Nord som ligger i arrondissementet Laon. År 2022 hade Aulnois-sous-Laon 1 366 invånare.

## Befolkningsutveckling
Antalet invånare i kommunen Aulnois-sous-Laon
Referens: INSEE